# 青海南ふ頭公園

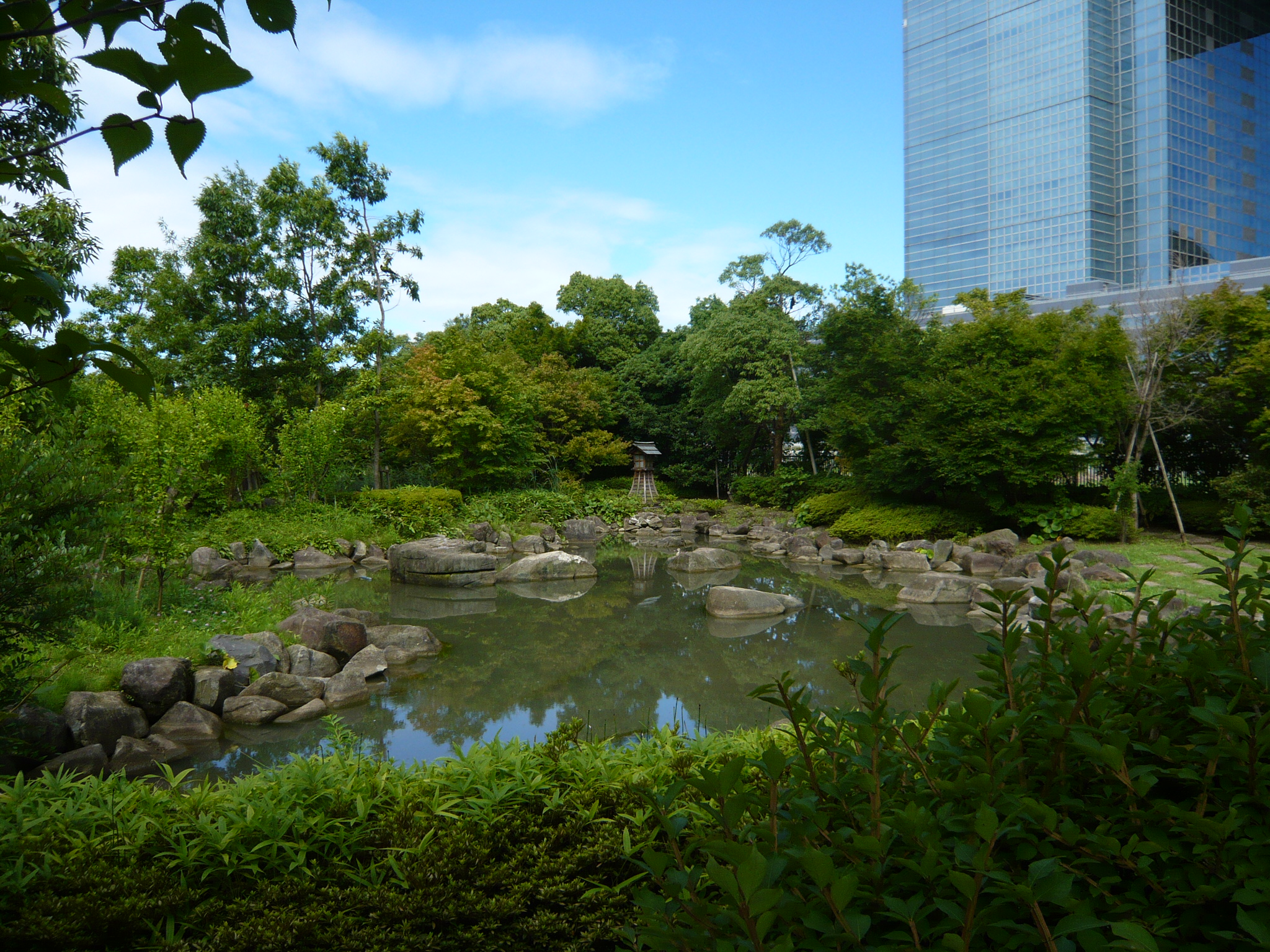
日本庭園風の陸側

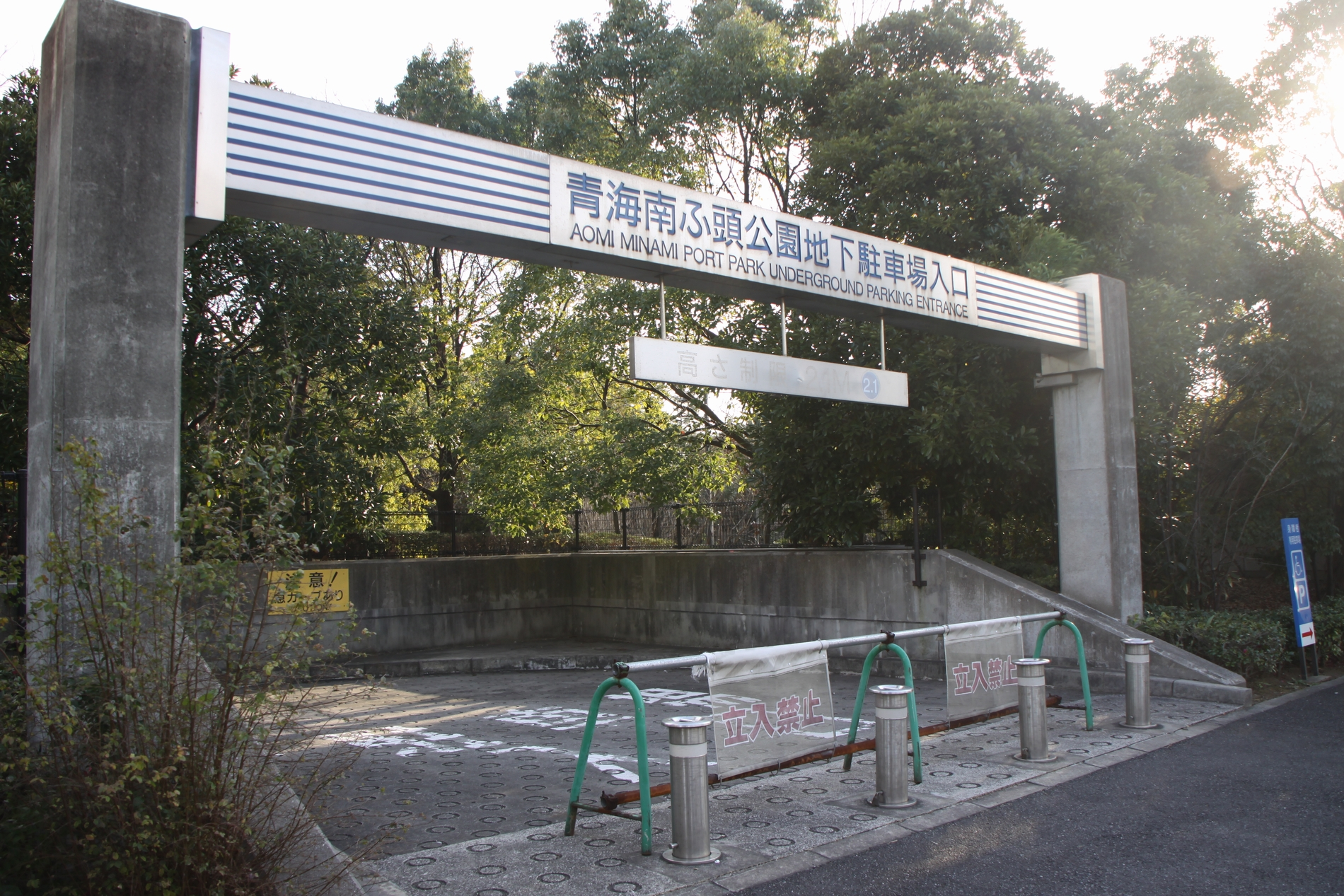
地下駐車場

青海南ふ頭公園（あおみみなみふとうこうえん）は、東京都江東区青海二丁目にある都立の海上公園（ふ頭公園）である。東京都港湾局所管。

## 概要
東京港埋立第13号地のほぼ中央部に所在する。北北西と東北東へ延びるL字状の敷地を持ち、北隣の青海客船ターミナルを挟んで青海北ふ頭公園と接続する。南には青海コンテナふ頭が隣接するほか、西側は東京湾に面しており、その対岸には大井埠頭がある。
場内は陸側と海側で趣が異なっており、陸側は様々な種類の木々が植えられた日本庭園、海側は展望広場やテラス広場、噴水などがある。
地下駐車場もあるが、利用状況や維持管理費の都合から閉鎖されている。現在では、イベントスペース（臨海アートミーティングなど）として使用されることがある。 

## 交通
鉄道
- ゆりかもめ：テレコムセンター駅から徒歩4分。

バス
「テレコムセンター駅前」下車徒歩4分。

## 周辺施設
- テレコムセンター
- シンボルプロムナード公園
- 青海中央ふ頭公園
- 日本科学未来館
- 東京湾岸警察署

## 作品
ドラマ
- 『仮面ライダー剣』(2004年)

7話のロケ地。広瀬栞が埠頭に座っていたシーン。